# Jan Pinczura
Jan Pinczura (ur. 20 października 1960 w Balinie) – polski kajakarz kanadyjkarz, olimpijczyk z Moskwy 1980 i Seulu 1988.
Syn Henryka i Józefy. Zawodnik klubów: Hutnik Trzebinia w latach 1972–1977 i Górnik Czechowice w latach 1978–1988. Wielokrotny mistrz Polski w konkurencji:
- C-1 na dystansie 500 metrów w roku 1988,
- C-1 na dystansie 10000 metrów w latach 1987–1988,
- C-2 na dystansie 500 metrów w latach 1983, 1985–1987,
- C-2 na dystansie 1000 metrów w latach 1981, 1984–1987,
- C-2 na dystansie 10000 metrów w latach 1981, 1985–1988.

Na igrzyskach w 1980 w Moskwie wystartował w konkurencji C-2 na dystansie 1000 metrów (partnerem był Marek Dopierała). Polska osada zajęła 6. miejsce.
Na igrzyskach w 1988 w Seulu wystartował w konkurencji C-1 na dystansie 500 metrów (5. miejsce) i na dystansie 1000 metrów (odpadł w półfinale).